# Masahiro Kazuma
Masahiro Kazuma (japanisch 數馬 正浩 Kazuma Masahiro; * 22. Juni 1982 in der Präfektur Kanagawa) ist ein ehemaliger japanischer Fußballspieler.

## Karriere
Kazuma erlernte das Fußballspielen in der Jugendmannschaft von Yokohama F. Marinos. Seinen ersten Vertrag unterschrieb er 200 bei den Yokohama F. Marinos. Der Verein spielte in der höchsten Liga des Landes, der J1 League. 2001 gewann er mit dem Verein den J.League Cup. Für den Verein absolvierte er 11 Erstligaspiele. Im September 2002 wechselte er zum Ligakonkurrenten Vegalta Sendai. Am Ende der Saison 2003 stieg der Verein in die J2 League ab. Für den Verein absolvierte er 11 Ligaspiele. Danach spielte er bei den Japan Soccer College (2005–2008). Ende 2008 beendete er seine Karriere als Fußballspieler.

## Erfolge
Yokohama F. Marinos
- J1 League

Vizemeister: 2002
- J.League Cup

Sieger: 2001